# Trzęsienie ziemi w Limón (1991)
Trzęsienie ziemi w Limón w 1991 roku – trzęsienie ziemi o sile 7,6 stopni w skali Richtera, które nastąpiło 22 kwietnia 1991 roku o 15:57 czasu lokalnego, we wschodniej części Kostaryki, w prowincji Limón. W wyniku trzęsienia, śmierć poniosło 48 osób, a rannych zostało ponad 1712 osób.
Epicentrum trzęsienia ziemi znajdowało się pod miastem Pandora, oddalonym 225 kilometrów na północny wschód od stolicy Kostaryki - San José. Wstrząs był odczuwalny w całej Kostaryce oraz w zachodniej Panamie. W miejscowościach najbardziej dotkniętych trzęsieniem, akcję ratowniczą przeprowadzono z pomocą helikopterów, gdyż została zniszczona większość dróg dojazdowych do nich.
Na wschodnim wybrzeżu Kostaryki wystąpiły fale tsunami. Ich wysokość sięgała do 2 metrów.
Trzęsienie ziemi wyrządziło straty na łączną sumę 43 milionów dolarów.